# Metó (astrònom)
Metó d'Atenes (en grec antic Μέτων Méton) fou un matemàtic, astrònom, astròleg, geòmetra, i enginyer grec que va viure a Atenes al segle V aC. És conegut pel seu cicle metònic de 19 anys que va introduir al 432 aC al calendari lunisolar de l'Àtica com mètode per al càlcul de dates. Metó va trobar que 19 anys solars són gairebé igual a 235 mesos lunars i a 6.940 dies. Va ser un dels primers astrònoms grecs a fer observacions astronòmiques exactes. Treballant amb Euctemó, va observar el solstici d'estiu el 27 de juny del 432 aC, que significava el Cap d'any pels atenesos.
Metó apareix breument com un personatge a l'obra d'Aristòfanes Els ocells. Va sobre l'escenari duent instruments de topografia i és descrit com un geòmetra que "pretén mesurar les planes aèries i dividir-les en carrers". No es conserva cap de les seves obres.
Metó es va allistar a l'exèrcit atenenc poc abans que aquest marxés cap a l'expedició de Siracusa el 413 aC. Com que coneixia perfectament el futur i la desgràcia de l'expedició, per haver consultat les estrelles, va intentar per tots els mitjans no embarcar. Plutarc diu que igual que Metó, Sòcrates també s'havia oposat a aquesta guerra contra Sicília, ja que el seu "geni familiar" li hauria predit el fatal desenllaç.
Per a evitar el seu destí, Metó va fingir que s'havia tornat boig i va cremar casa seva. Plutarc diu que ho va fer millor que Odisseu, que va dir que estava boig per no anar a la guerra de Troia. Però el mateix Plutarc explica després, que Metó no va fingir bogeria, sinó que la seva casa s'havia cremat de nit, i va anar corrents a l'àgora molt afligit, demanant que en atenció als béns perduts i a la desventura que correria la guerra, alliberessin el seu fill del servei, que havia estat nomenat cap d'una trirrem. Claudi Elià diu que els arconts van alliberar finalment Metó i el seu fill de les seves obligacions militars.